# Дуе Мори-Вила Гаспари (Верона)
Дуе Мори-Вила Гаспари је насеље у Италији у округу Верона, региону Венето.
Према процени из 2011. у насељу је живело 50 становника. Насеље се налази на надморској висини од 138 м.